# Mendocino (альбом)
| Оценки критиков | Оценки критиков |
| Источник        | Оценка          |
| --------------- | --------------- |
| Allmusic        | [ 2 ]           |
| Rolling Stone   | (благосклонный) |

Mendocino — второй студийный альбом кантри-рок-группы The Sir Douglas Quintet, выпущенный в апреле 1969 года на лейбле Smash Records. Релиз альбома состоялся благодаря успеху одноимённой заглавной песне, которая была выпущена в виде отдельного сингла и смогла попасть в американские чарты. Пластинке удалось занять 81 место в чарте Billboard 200. Альбом дважды был переиздан лейблом Neon Records в 2001 и 2008 годах.

## Список композиций
| №   | Название                                                     | Автор(ы)                            | Длительность |
| --- | ------------------------------------------------------------ | ----------------------------------- | ------------ |
| 1.  | «Mendocino»                                                  | Дуг Сэм                             | 2:40         |
| 2.  | «I Don't Want»                                               | Дуг Сэм                             | 3:45         |
| 3.  | «I Wanna Be Your Mama Again»                                 | Сэм                                 | 3:10         |
| 4.  | «At the Crossroads»                                          | Сэм                                 | 4:30         |
| 5.  | «If You Really Want Me to I'll Go»                           | Делберт Макклинтон                  | 2:35         |
| 6.  | «And It Didn't Even Bring Me Down»                           | Мартин Фиерро, Фрэнк Морин и Сэм    | 2:30         |
| 7.  | «Lawd, I'm Just a Country Boy in This Great Big Freaky City» | Сэм                                 | 2:45         |
| 8.  | «She’s About a Mover»                                        | Сэм                                 | 3:20         |
| 9.  | «Texas Me»                                                   | Оги Мейерс, Морин, Джон Перез и Сэм | 2:35         |
| 10. | «Oh, Baby, It Just Don't Matter»                             | Сэм                                 | 3:15         |

## Участники записи
- Дуг Сэм[англ.] — вокал, гитара, педал-стил-гитара, фиддл
- Фрэнк Морин — вокал, хорн[англ.]
- Харви Кэган — бас-гитара
- Оги Мейерс[англ.] — орган, фортепиано, клавишные
- Джон Перес — ударные